# W24

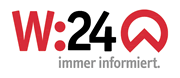
Altes W24-Logo, damals noch W:24

W24 (auch Wien24 oder Info-Kanal Wien) ist ein regionaler Kabelfernsehsender aus Wien und seit 10. März 2005 als Wiener Infokanal im Wiener Kabelnetz UPC Telekabel sowie im Internet auf Sendung. Ein Relaunch des Senders wurde am 11. April 2012 der Öffentlichkeit im Wiener Odeontheater vorgestellt.

## Programm
W24 bietet als einziger Kabelsender im Besitz der Stadt Wien Informationen rund um die Uhr. Neben aktuellen Informationen zu wienrelevanten Themen bringt der Sender eigens produzierte Nachrichten. W24 bringt dazu ab 6 Uhr Früh Blöcke zu je 15 Minuten, die konzentriert über Stadtgeschehen informieren. Daneben finden sich im Programm Livetalks sowie Fernsehbeiträge zu den Themen Freizeit, Kultur, kommunale Informationen, Wirtschaft und Sport. Der Mittwochabend steht im Zeichen von W24 Spezial, wo wöchentlich Dokumentationen gezeigt werden und anschließend eine Runde aus Experten zu dem Schwerpunktthema diskutiert.

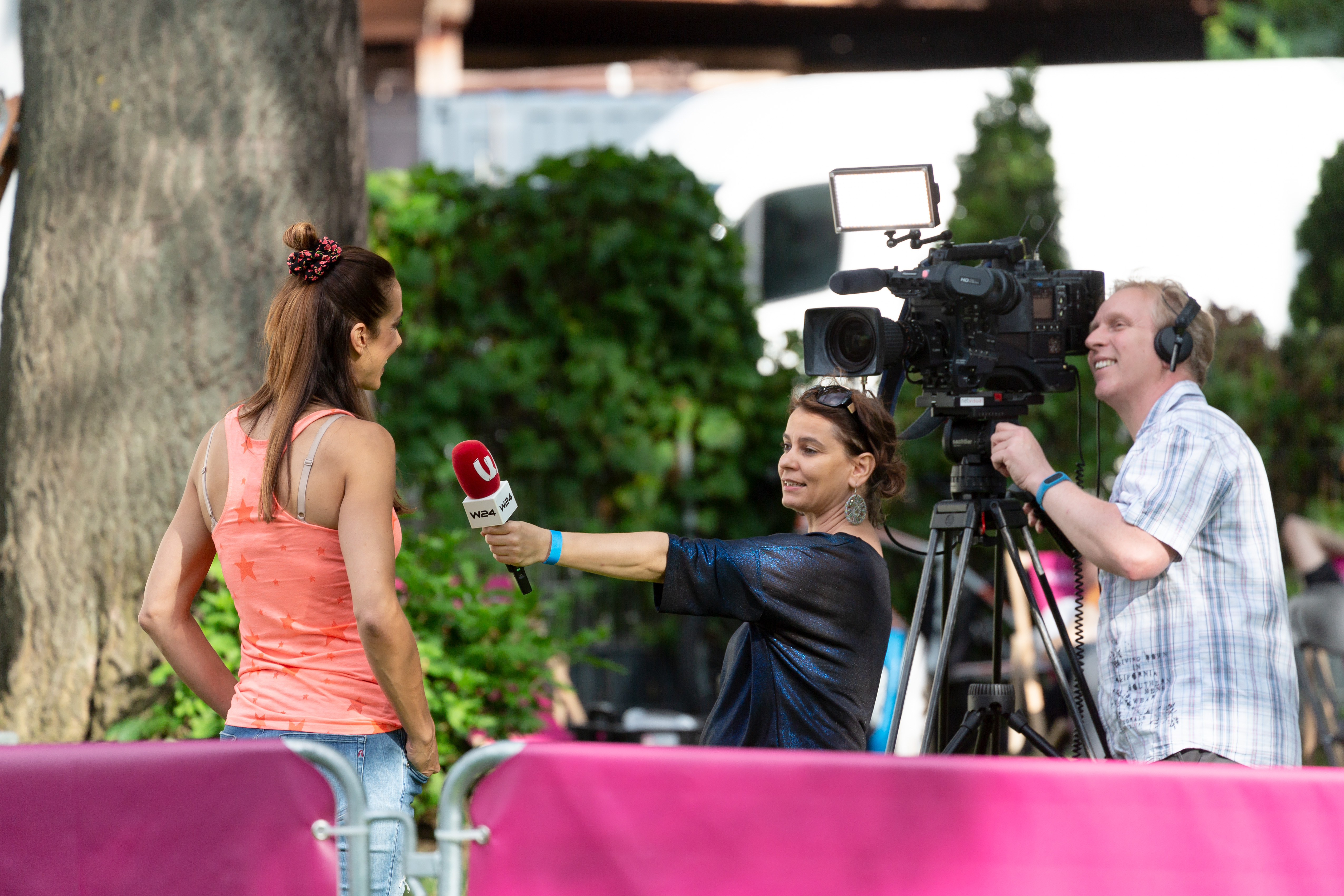
W24-Interviewteam mit Nina Hartmann, 2020

Während der Nacht bietet W24 Sonderformate, die Wien und seine Einrichtungen einmal aus ganz anderer Perspektive präsentieren. So werden in der Sendung Nachtschiene Fahrten mit U- oder Straßenbahn. aus der Fahrerkabine gefilmt und in der Nacht gezeigt. Daneben kann man außerdem Fahrrad- oder Fiakerfahrten durch Wien oder Flüge über Wien beobachten. Weiters werden in der Nacht Rundgänge durch Wiens Museen gezeigt.
Im Frühjahr 2012 wurde der Stadtsender einem Relaunch unterzogen. W24 legt seinen Fokus auf Ereignisse in Wien. Das Sendeschema wird umgestellt. Durch die unterschiedlichen Formate führen unter anderem Josef Broukal, Michael Knöppel und Oliver Feicht.
Im Frühjahr 2013 begann der Sender mit verstärkten Werbeaktivitäten und stellte erstmals eine wienweite Plakatkampagne vor.
Im September 2013 begründete W24 mit neun weiteren österreichischen Regionalsendern den Fernseh- und Contentvermarkter R9 Regionales Fernsehen Österreich, der die Buchung nationaler Werbeblöcke für alle Bundesländer anbietet.
Seit April 2018 ist Hannes Huss Chefredakteur.

### Eigenproduktionen
- 24 Stunden Wien[11]
- W24 Spezial
- Pelinka mit Hirn
- 48-er Tandler-Lounge
- Abgesagt? Angesagt!
- Alles klar! Das Servicemagazin
- Bei Tesarek
- beim Feicht
- Denksteine
- Do schau her TYPISCH WIEN
- Donauinselfest Sommertour
- Für Wien
- Im Falter
- Jetzt miteinand! Ich bin dabei!
- Lern-Planet
- Matt spricht mit…
- ÖsterreichBlick
- Peter & Paul
- Preview – Das Kinomagazin
- Rapid-Viertelstunde
- Stadtgespräch[12]
- Unterwegs mit Bürgermeister Michael Ludwig
- Wie wohnt Wien?
- Wiener Bühnen
- Wien dreht auf!
- Wiener Liedkunst
- Wirtschaftsreport Wien

(Quelle:)

## Reichweite
W24 erreicht ca. 510.000 Haushalte in Wien und 883.000 Haushalte österreichweit. Pro Monat hat W24 hat bis zu 1,6 Millionen Kontakte.

## Empfang
W24 ist im Kabelnetz von Magenta, online als mobiler Live-Stream unter www.w24.at sowie im Kabelnetz von Kabelplus und A1 TV und über DVB-T2 (MUX C - Wien) auf SimpliTV zu empfangen. Die Webseite stellt zudem eine umfangreiche On-demand-Plattform dar, es werden alle ausgestrahlten Sendungen und Eigenformate online angeboten.